# Margus Hunt
Margus Hunt (* 14. července 1987 Karksi-Nuia) je estonský atlet a hráč amerického fotbalu.
Věnoval se vrhu koulí, hodu diskem, hodu kladivem a desetiboji. V roce 2005 se stal juniorským mistrem Evropy v hodu diskem, na mistrovství světa juniorů v atletice 2006 vyhrál diskařskou i koulařskou soutěž. Na mistrovství Evropy v atletice do 23 let 2007 byl šestý v disku, na mistrovství Evropy v atletice do 23 let 2009 obsadil 9. místo mezi diskaři a 14. místo mezi koulaři. Byl světovým rekordmanem v hodu diskem v kategorii kadetů i juniorů, jeho osobní seniorské rekordy jsou 18,49 m v kouli, 61,33 m v disku a 64,89 m v hodu kladivem. V roce 2006 ho Mezinárodní asociace atletických federací zvolila největším světovým talentem.
V roce 2007 odešel do USA studovat na Southern Methodist University. Hrál za univerzitu americký fotbal a byl v roce 2012 zařazen do ideální sestavy Conference USA. Prošel draftem National Football League a v roce 2013 přijal angažmá v klubu Cincinnati Bengals, v roce 2017 přestoupil do Indianapolis Colts. Hraje na pozici defensive end, jeho předností je spojení mohutné postavy s rychlostí (čtyřicet metrů překážek zaběhl za 4,7 s).